# Lac Segara Anak
Pour l’article homonyme, voir Caldeira Segara Anak.
Le lac Segara Anak, en indonésien Danau Segara Anak, littéralement « mer enfant », c'est-à-dire « petite mer », est un lac de cratère d'Indonésie situé dans la caldeira Segara Anak, au pied du mont Rinjani, dans la province des Petites îles de la Sonde occidentales, sur l'île de Lombok. 